# بذرة أرثوذكسية

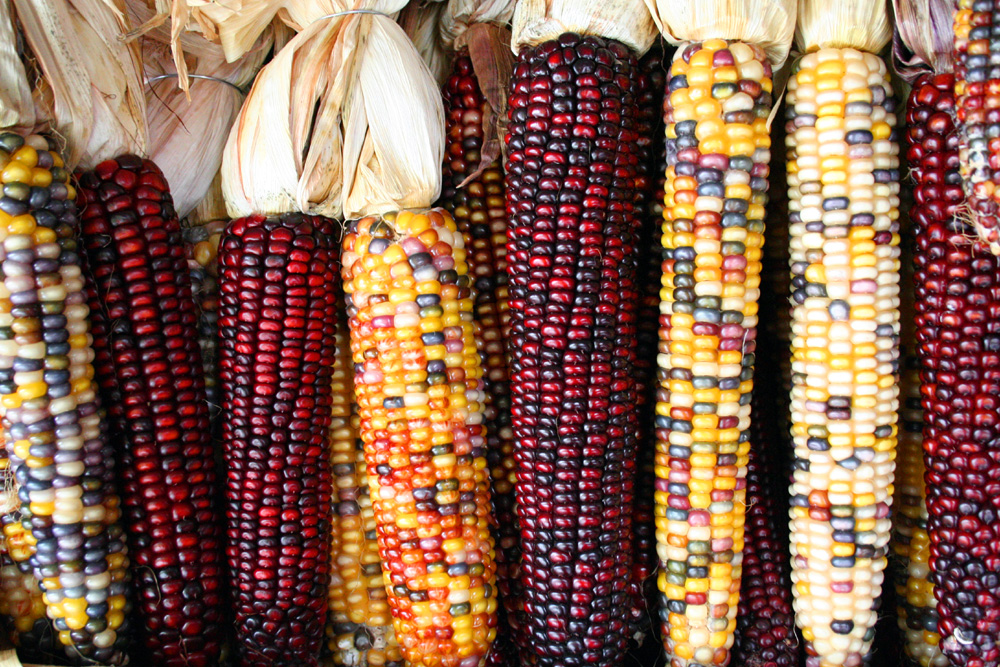
ذرة أرثوذكسية نمت على نطاق واسع والتي يمكن تجفيفها لمدة عامين بدون ضرر

البذور الأرثوذكسية هي البذور التي ستبقى في حالة الجفاف والتجمد أثناء الحفظ خارج الموضع الطبيعي، على عكس البذور المتمردة التي لن تنجو. وفقًا لمعلومات من وزارة الزراعة الأمريكية، هناك اختلاف في قدرة البذور الأرثوذكسية على تحمل التجفيف والتخزين، حيث تكون بعض البذور أكثر حساسية من غيرها. وبالتالي فإن بعض البذور تعتبر وسيطة في قدرتها التخزينية والبعض الآخر يكون أرثوذكسيًا بالكامل. أحد الأمثلة البارزة على البذور الأرثوذكسية طويلة العمر التي نجت من التخزين العرضي متبوعًا بإنبات خاضعة للرقابة هو حالة بذور نخيل التمر اليهودية التي يبلغ عمرها 2000 عام، التي ظهرت بنجاح في عام 2005. تشتهر هذه البذور بأنها أقدم بذور قابلة للحياة، ولكن الحد الأقصى لبقاء البذور المخزنة بشكل صحيح لا يزال غير معروف.

## روابط خارجية
- دليل بذور النباتات الخشبية - دليل الزراعة USDA FS 727 نسخة محفوظة 8 يونيو 2008 على موقع واي باك مشين.
- إلى متى يمكن للبذور أن تبقى حية؟